# Khalid Benhaddou
Khalid Benhaddou (Gent, 31 januari 1988) is een Belgische moslimtheoloog, auteur en opiniemaker. Hij wordt gezien als een eigentijdse stem in de Vlaamse moslimwereld. Hij is tevens opdrachthouder Diversiteit aan de UGent en directeur van CIRRA, een expertise- en onderzoekscentrum rond levensbeschouwing en diversiteit in Vlaanderen.

## Biografie
In 2007 werd Benhaddou op achttienjarige leeftijd de jongste Vlaamse imam tot op dat moment. Hij zet in op de strijd tegen radicalisering van moslims in de westerse wereld. Als verbindingsfiguur poogt hij polariserende tendensen in de samenleving tegen te gaan. Hij poogt westerse waarden van de verlichting te verzoenen met de waarden uit de Koran. Mensenrechten kunnen volgens hem een referentiekader zijn voor maatschappelijke consensus en de basis zijn voor alle religies, en religie kan sociale normen brengen in een samenleving met zijn wetten.
Op 19 oktober 2015 werd hij door Vlaams minister van Onderwijs Hilde Crevits aangesteld als de coördinator van het onderwijsnetwerk "islamexperten tegendiscours". In juni 2017 ontving hij koning Filip op diens verzoek bij een familielid thuis om samen met zijn familie de iftarmaaltijd mee te mogen vieren. Hij is bestuurder bij het Vlaams Vredesinstituut en lid van de Commissie voor Medische Ethiek van het Universitair Ziekenhuis Gent. In 2019 werd hij aangeduid als opdrachthouder Diversiteit aan de Universiteit Gent.
Khalid is een vaak geziene gast in duidingsprogramma’s als De Afspraak, Terzake en De Zevende Dag. Op 23 oktober 2019 werd hij geïnterviewd bij Zwijgen is geen optie. Sinds eind 2019 toert Benhaddou samen met komiek Erhan Demirci langs de Vlaamse culturele centra met een avondvullende voorstelling rond islam met als titel: vooruitdenkers, filosofisch en humoristisch.
In januari 2020 kwam Benhaddou in de media toen hij aan de incheckbalie in Brussels Airport door de Amerikaanse veiligheidsdiensten geweigerd werd in te schepen op een vlucht naar Mexico die over het grondgebied van de Verenigde Staten zou vliegen. Na tussenkomst en excuses van de Ambassade van de Verenigde Staten en de Federale Overheidsdienst Buitenlandse Zaken werd hem een dag later het recht te reizen naar, van en over de Verenigde Staten expliciet toegekend en werd hij uit het systeem van de veiligheidsdiensten geschrapt.
Hij is door minister van Justitie Vincent Van Quickenborne naar voor geschoven om de leiding over te nemen van de Moslimexecutieve (EMB).

## Erkenning
- 2016: een van de drie Belgische religieuze leiders op een nieuwe postzegel van Bpost (foto van Lieve Blancquaert).[11]
- 2017: Prijs voor Mensenrechten, uitgereikt door de Vlaamse Liga voor Mensenrechten in zijn El Fath-moskee met een speech van  minister Hilde Crevits.
- 2017: Diwan Award, erkenning voor de meest succesvolle Belgische Marokkanen, in de categorie ‘onderwijs’.[12]
- 2018: Ereteken van de Vlaamse Gemeenschap voor zijn strijd tegen polarisatie in de Belgische samenleving en zijn inzet "voor een harmonieuze samenleving in ons land, voor samenwerking over religieuze en sociale grenzen heen".[13]
- 2018: Meest verdienstelijke Oost-Vlaming, uitgereikt door de provincie Oost-Vlaanderen.[14]
- 2018: 6e meest invloedrijke intellectueel in Vlaanderen na rondvraag bij honderd prominenten door de krant De Morgen.[15]
- 2019: bijzondere vermelding bij de Samenlevingsprijs van Stad Gent voor zijn bovenlokale inzet om de dialoog tussen mensen met verschillende overtuigingen te bevorderen en zijn niet aflatende strijd tegen elke vorm van radicalisering.[16]
- 2024: ‘Gulden Spoor voor Maatschappelijke Uitstraling’ uitgereikt door beweging Vlaanderen-Europa